# Eldey
Eldey é uma pequena ilha situada a cerca de 16 quilômetros sudoeste da costa da Península Reykjanes, na Islândia.
A ilha de Eldey cobre uma área de cerca de 3 hectares (7,4 acres) possui uma elevação de 77 metros. Seus penhascos são o lar de um grande número de aves. Duas web cams colocadas no topo da ilha transmitem ao vivo a vida das aves do local.